# Françoise Woimant
Françoise Woimant (parfois surnommée Francette Woimant ; née Françoise Adam) est une bibliothécaire et historienne de l'art née à Paris le 29 octobre 1929. Elle a largement contribué à la diffusion et la connaissance de l'estampe contemporaine pendant la seconde moitié du XXe siècle.

## Biographie
Élève de l'École des chartes, elle y obtient le diplôme d'archiviste paléographe en 1955 avec une thèse intitulée Le Commerce français en Espagne pendant l’ambassade de Vauréal de 1741 à 1746.
Chargée des collections du XXe siècle au sein du département des Estampes de la BnF, elle y développe les collections, contribue à faire vivre le dépôt légal et promeut largement l'estampe contemporaine par ses publications et ses conférences.
Elle est promue conservateur en chef en 1982 puis conservateur général en 1993. Elle prend sa retraite l'année suivante.

## Distinctions
- Chevalière de la Légion d'honneur
- Chevalière de l'ordre des Palmes académiques
- Commandeur de l'ordre des Arts et des Lettres (1994)[4]

## Ouvrages
- Françoise Woimant, Marie-Cécile Miessner et Anne Mœglin Delcroix (préface d'Emmanuel Le Roy Ladurie), De Bonnard à Baselitz, estampes et livres d'artistes, Bibliothèque nationale de France, 1992.